# Unitização de carga
A unitização de carga é o processo de agregar volumes fracionados em uma única unidade de carga, mantida inviolável ao longo de todo o percurso (origem/destino). As formas de unitizar a carga podem ser através da pré-lingagem, palete, contêiner (caso da carga de contentorização), dentre outras. 